# Municipio de Weta
El municipio de Weta (en inglés: Weta Township) es un municipio ubicado en el condado de Jackson en el estado estadounidense de Dakota del Sur. En el año 2010 tenía una población de 5 habitantes y una densidad poblacional de 0,04 personas por km².

## Geografía
El municipio de Weta se encuentra ubicado en las coordenadas 43°45′21″N 101°43′54″O / 43.75583, -101.73167. Según la Oficina del Censo de los Estados Unidos, el municipio tiene una superficie total de 130.07 km², de la cual 129,17 km² corresponden a tierra firme y (0,7 %) 0,91 km² es agua.

## Demografía
Según el censo de 2010, había 5 personas residiendo en el municipio de Weta. La densidad de población era de 0,04 hab./km². De los 5 habitantes, el municipio de Weta estaba compuesto por el 100 % blancos. Del total de la población el 0 % eran hispanos o latinos de cualquier raza.